# Caatingaeremit
Caatingaeremit (Anopetia gounellei) är en fågel i familjen kolibrier.

## Utseende
Caatingaeremiten är en tydligt tecknad medelstor kolibri med lång nedåtböjd näbb. Ryggen är bronsgrön, undersidan beige och på huvudet syns en svart ögonmask. Vidare är strupen rostfärgad och stjärten är bred med vita spetsar.

## Utbredning och systematik
Caatingaeremiten placeras som enda art i släktet Anopetia. Den förekommer enbart i låglänta områden i östra Brasilien (Piauí, Ceará och Bahia). Den behandlas som monotypisk, det vill säga att den inte delas in i några underarter.

## Status
Arten har ett stort utbredningsområde och IUCN kategoriserar arten som livskraftig. Beståndsutvecklingen är dock okänd.

## Namn
Fågelns vetenskapliga artnamn hedrar Pierre Émile Gounelle (1850-1914), fransk entomolog och samlare av specimen i Brasilien. Caatinga är ett biom i nordöstra Brasilien vars namn betyder vit skog, från det landskap som uppstår under torrtiden då växterna förlorar sina blad och blir torra och vitaktiga.